# Milan Mixa
Milan Mixa (17. září 1875, Příbram – 21. března 1959, Karlovy Vary) byl lékař, internista a balneolog, a též vědec působící v Karlových Varech v období let 1905–1959, tedy v letech Zlatého věku Karlových Varů i raného poválečného období druhé světové války.

## Mládí a studium
Narodil se 17. září 1875 v Příbrami do vážené a kultivované rodiny zemského poslance a pozdějšího příbramského starosty Blažeje Mixy. Jeho nevlastní sestra vedla dům, kde se scházely zajímavé osobností – literáti Jaroslav Vrchlický, Julius Zeyer, František Herites či Anna Lauermannová, malířka Zdenka Braunerová, sochař Josef Mauder ad.
Mladý Mixa v Příbrami vystudoval gymnázium a chystal se na vysokoškolské studium farmacie. V té době, roku 1893 doprovázel svého otce, diabetika, na léčebný pobyt do Karlových Varů. Zde byl otec v péči doktora Emanuela Engla, který našel stopy cukrovky též u mladého Mixy. To změnilo jeho studijní plány, uvědomil si, že chce léčit diabetes. V následných letech vystudoval interní lékařství na lékařské fakultě pražské Univerzity Karlo-Ferdinandově, dnešní Univerzitě Karlově. Promoval v roce 1899.
Na lékařské fakultě Mixa studoval s několika studenty, pozdějšími významnými kapacitami, např. s profesorem Pelnářem a lékaři Votrubou, Syllabou a Skaličkou. Významní byli i jeho profesoři – doktor vnitřního lékařství, biochemik a hematolog Emerich Maixner, doktor vnitřního lékařství a jeden ze zakladatelů české lékařské vědy Josef Thomayer či lékař a profesor patologické anatomie Jaroslav Hlava.

## Profesní kariéra

### V Praze a ve světě
Po ukončení studia pracoval doktor Mixa jako externí lékař v zemském ústavu pro choromyslné a v pražské Všeobecné nemocnici, kde se na interní klinice na pět let stal asistentem profesora Maixnera. Jako asistent Všeobecné nemocnice v Praze se zúčastnil mnohých mezinárodních lékařských kongresů – v Lisabonu, Bělehradě, Sofii, Bukurešti, Londýně, Cařihradě či Madridu. Pracoval i na zahraničních klinikách v Berlíně a Paříži.

### V Karlových Varech

#### V době Zlatého věku
Od počátku lázeňské sezóny roku 1905 působil doktor Milan Mixa v Karlových Varech, tehdy jako jediný český lázeňský lékař mezi 130 německými. Nejprve si otevřel ordinaci v domě Vesuv na Tržišti, v roce 1911 pak v domě Vulkán v Křížové ulici 89/91 a bydlel v domě Belle Alliance, od roku 1912 je uváděno místo jeho ordinace v domě Zawojski, od roku 1925 byl vedoucím lékařem lázeňského domu Bílý kříž a v letech 1926 až 1935 ordinoval v poštovní budově na Tržišti 17. Lázeňskou léčbu znal ze svých cest po Itálii, Francii a Španělsku a v Karlových Varech pročetl všechnu odbornou literaturu lékařů Davida Bechera, Michaela Reudenia, Jeana de Carro aj.
V roce 1906 koupil dům Belle Alliance. Dle tehdejšího zvyku se pacienti v domech lékařů nejen léčili, ale i bydleli a stravovali se. K doktoru Mixovi přijížděli i jeho přátelé, mezi něž patřil doktor Karel Weigner, pozdější profesor anatomie, fyziologie a základní zdravovědy na Karlově univerzitě, doktor Antonín Ostrčil, gynekolog a porodník, pozdější profesor brněnské i pražské lékařské fakulty, historik Josef Šusta, doktor Ladislav Syllaba, asistent profesora Thomayera aj. Ve třicátých letech nabídl Mixa svou ordinaci synovi Ladislava Syllaby doktoru Jiřímu Syllabovi a pracovali společně po pět lázeňských sezón, dokud si Jiří Syllaba neotevřel ordinaci vlastní.
Jako lázeňský lékař měl doktor Mixa rozsáhlou klientelu. Většina českých i ostatních slovanských pacientů se léčila u něj. Léčil jugoslávskou královnu Marii, která ho na závěr pobytu dekorovala Řádem sv. Sávy a jmenovala honorárním konzulem Jugoslávie v Karlových Varech. Léčil bezplatně členy Národního divadla. Jeho pacienti byli např. hudební skladatel Leoš Janáček (1913), malíř Alfons Mucha (1922), hudební skladatel J. B. Foerster (1949), akademický malíř Oldřich Blažíček (1949), architekt, stavitel a mecenáš Josef Hlávka (1873, 1894, 1896, 1897), hudební skladatelé Josef Suk, Oskar Nedbal a Vítězslav Novák, dramatička a spisovatelka Gabriela Preissová nebo dcera ruského malíře Věra Rjepinová.

#### Po druhé světové válce
Během druhé světové války působil doktor Mixa v Praze a jako lázeňský lékař v Luhačovicích. V roce 1945 se jako sedmdesátiletý vrátil do Karlových Varů a v čele Místní správní komise organizoval obnovu lázeňské léčby. S dalšími kolegy založil Sdružení karlovarských lékařů a stal se jeho předsedou. V roce 1949 byly zrušeny soukromé ordinace a založeny národní podniky – zde národní podnik Československé státní lázně. Roku 1953 pracoval doktor Mixa v lázeňském ústavu Volgograd (Carlsbad Plaza) v Mariánskolázeňské ulici. Ještě v roce 1955 denně vyšetřoval pacienty. Roku 1957 byl společně s doktorem Andrejem Friedem jmenován Zasloužilým lékařem. Zemřel 21. března 1959 ve věku nedožitých 84 let.
Doktor Mixa vlastnil bohatou knihovnu, kterou odkázal svému příteli, historiku a karlovarskému patriotovi Karlu Nejdlovi. Pozůstalost Karla Nejdla pak v dubnu 1992 převzalo karlovarském muzeum.

## Přátelství s akademikem I. P. Pavlovem
Doktora Mixu pojilo dlouholeté přátelství s ruským fyziologem Ivanem Petrovičem Pavlovem. Ještě jako medik se v roce 1898 zúčastnil Mezinárodního lékařského kongresu v Moskvě, kde ho velmi zaujala přednáška I. P. Pavlova, a aby s ním v budoucnu mohl komunikovat přímo, rozhodl se naučit se rusky. Během výuky ruštiny, kterou vedl Jan Herben, se seznámil se spolužačkou Hermínou Chocholkovou, se kterou se později oženil.
V roce 1904 na kongresu v Madridu doktor Mixa již oslovil Pavlova v jeho mateřštině a získal si jeho sympatie. Mixu obzvláště zaujaly Pavlovovy medicínské studie o trávení a operacích žaludku, na jejichž základě získal Nobelovu cenu. V září roku 1908 odjel Mixa s manželkou Hermínou na studijní pobyt do Petrohradu, kde Pavlov řídil katedru fyziatrie na carské vojensko-lékařské akademii. Manželé Mixovi v Petrohradě pobyli čtyři měsíce a sblížili se s Pavlovovou rodinou. Během petrohradského pobytu doktor Mixa na popud Pavlova napsal objevnou studii O vikarující činnosti žaludku. Mnohé Pavlovovy poznatky pak Mixa aplikoval ve své praxi lázeňského lékaře.
V lednu roku 1927 postihly již téměř 80letého Pavlova žlučníkové záchvaty, které si vynutily operaci. Poté lékaři doporučili šestitýdenní léčbu v některých evropských lázních a Pavlov si vybral Karlovy Vary. Přijel (vlakem) v červenci 1927 se svou manželkou Serafimou Vasiljevnou a ubytoval se v penziónu Kurfürst v Chebské ulici čp. 28. Pavlovovým ošetřujícím lékařem a průvodcem po Karlových Varech byl doktor Mixa. Během pobytu vyhověl Pavlov prosbě karlovarských lékařů uspořádat odbornou besedou. Konala se ve Výzkumném ústavu balneologickém v domě Kaiser Wilhelm, dnešním hotelu Pavlov.
O věrném celoživotním přátelství Pavlovových a Mixových svědčí četné vzájemné dopisy obou rodin. Pavlovovy dopisy z pozůstalosti doktora Mixy později publikoval historik Karel Nejdl.

## Ocenění

### Ocenění a jmenování
Výběr:
- Řád sv. Sávy (udělila jugoslávská královna Marie)[1]
- Jmenování honorárním jugoslávským konzulem v Karlových Varech (jmenovala jugoslávská královna Marie)[1]
- Čestná funkce lékařského poradce pro Karlovy Vary (pro léta 1919–1920, spolu s doktorem Edgarem Langem, pověřilo Ministerstvo veřejného zdravotnictví a tělesné výchovy)[1]
- Čestná funkce lékařského poradce pro Karlovy Vary (pro léta 1921–1922, spolu s doktorem Edvardem Gänzem, pověřilo Ministerstvo veřejného zdravotnictví a tělesné výchovy)[1]
- Jmenování Zasloužilým lékařem (1957, spolu s doktorem Andrejem Friedem, jmenoval ministr zdravotnictví)[1]

### Busta Milana Mixy
V září 1959 byla na domě v Lázeňské ulici 11, čp. 24, kde po druhé světové válce doktor Mixa bydlel, usazena pamětní busta.